# Ivo Šteinbergs
Ivo Šteinbergs (18 december 1993) is een Lets skeletonracer.

## Carrière
Šteinbergs nam een seizoen deel aan de wereldbeker, hij deed mee aan vier wedstrijden gedurende het seizoen 2018/19 waar hij uiteindelijk nog een 25e plaats behaalde in de eindranking.

## Resultaten

### Wereldbeker
Eindklasseringen
| Seizoen   | Rang |
| --------- | ---- |
| 2018/2019 | 25e  |